# Приволье (Близнюковский район)
Приволье (укр. Привілля) — село,
Новонадеждинский сельский совет,
Близнюковский район,
Харьковская область.
Код КОАТУУ — 6320684609. Население по переписи 2001 г. составляет 17 (6/11 м/ж) человек.

## Географическое положение
Село Приволье примыкает к селу Новотроицкое.
На территории села есть пруд.

## История
- 1825 — дата основания.

## Экономика
- В селе есть молочно-товарная ферма.